# Paco Merino
Francisco Merino, també conegut com a Paco Merino, (Madrid, 11 de setembre de 1931 - 9 octubre de 2022) és un actor espanyol.

## Biografia
Estudia a la Reial Escola Superior d'Art Dramàtic de Madrid. Ha desenvolupat una prolífica carrera teatral, en la qual destaquen obres com a Requiem por un girasol, Nuestra Natacha, La truhana, Luces de bohemia, Los últimos días d'Emmanuel Kant.
Al llarg de cinc dècades ha compaginat la seva labor teatral amb nombroses aparicions tant en cinema com en televisió.

## Teatre
- Mermelada de ciruelas (1960), de Manuel Gallego Morell.
- Un hombre duerme (1960), de Rodríguez Buded.
- El concierto de San Ovidio (1962), d'Antonio Buero Vallejo.
- Las viejas difíciles (1966), de Carlos Muñiz.
- Fortunata y Jacinta (1969), de Benito Pérez Galdós.
- El llanto de Ulises (1975), de Germán Ubillos.
- La detonación (1977), d'Antonio Buero Vallejo.
- Los gigantes de la montaña (1977), de Luigi Pirandello.
- La paz (1977), de Aristòfanes.
- Orestes (1977), d'Eurípides.
- La Saturna (1980), de Domingo Miras.
- Dorotea Fenix (1980), de Manuel Criado de Val.
- La dama de Alejandría (1980), de Calderón de la Barca
- La salvaje (1982), de Jean Anouilh.
- Don Juan Tenorio (1982), de José Zorrilla.
- Pluto o la comedia de los pobres ricos (1983), d'Aristòfanes.
- Luces de bohemia (1984), de Valle-Inclán.
- Calderón (1988), de Pasolini.
- Morirás de otra cosa (1992), de Manuel Gutiérrez Aragón.
- La truhana (1992), d'Antonio Gala.
- Espectros (1993), d'Ibsen.
- Diálogos de fugitivos (1994), de Bertolt Brecht.
- Kvetch (1995/96), de Steven Berkoff.
- La profesión de la señora Warren (1997), de Bernard Shaw.
- Romeo y Julieta (1999/2000), de William Shakespeare.
- Trampa para un hombre solo (2002), de Robert Thomas.
- El olvido está lleno de memoria (2003), de Jerónimo López Mozo.
- El castigo sin venganza (2005), de Lope de Vega.
- Don Duardos (2006), de Vicente Gil.
- El curioso impertinente (2008), de Guillem de Castro.

## Filmografia
- El Capitán Trueno y el Santo Grial (2011)
- Un franco, 14 pesetas (2006)
- Tiovivo c. 1950 (2004)
- El caballero Don Quijote (2002)
- Primer y último amor (2002)
- Maestros (2000)
- Una pareja perfecta (1998)
- Cosas que dejé en La Habana (1997)
- Nadie como tú (1997)
- La ley de la frontera (1995)
- Hermana, pero ¿qué has hecho? (1995)
- Una chica entre un millón (1994)
- Todos a la cárcel (1993)
- El laberinto griego (1993)
- Amor en off (1992)
- Cómo levantar 1000 kilos (1991)
- Hay que zurrar a los pobres (1991)
- Bajarse al moro (1989)
- Malaventura (1988)
- El Dorado (1988)
- Viento de cólera (1988)
- Divinas palabras (1987)
- Redondela (1987)
- Delirios de amor (1986)
- La mitad del cielo (1986)
- Crimen en familia (1985)
- El Sur (1983)
- El mercenario II (1983)
- Demonios en el jardín (1982)
- Maravillas (1981)
- Gary Cooper, que estás en los cielos (1980)
- El crimen de Cuenca (1980)
- El hombre que supo amar (1978)
- Perro de alambre (1978)
- Gusanos de seda (1976)
- La espada negra (1976)
- La petición (1976)
- Más allá del deseo (1976)
- La casa grande (1975)
- Solo ante el Streaking (1975)
- Simone e Matteo: Un gioco da ragazzi (1975)
- Juan y Junior... en un mundo diferente (1970)
- Esa mujer (1969)
- Los que no fuimos a la guerra (1965)
- I maniaci (1964)
- La función (1964)
- Sonría, por favor (1964)
- Gli imbroglioni (1963)
- Siempre en mi recuerdo (1962)

## Televisió
- Bienvenidos al Lolita (2014)
- El Rey (2014)
- Águila Roja (2010)
- Pelotas (2009)
- Martes de Carnaval
  - La hija del capitán (5 de maig de 2008)
  - Las galas del difunto (8 de juliol de 2008)
- El internado
  - Los monstruos no hacen cosquillas (24 de maig de 2007)
  - Todo el mundo tiene un secreto (31 de maig de 2007)
  - El polo norte (2 de gener de 2008)
  - 8 milímetros (30 d'abril de 2008)
- Al filo de la ley
  - Fantasmas del pasado (30 de juny de 2005)
- Los Serrano
  - Yo confieso (18 de març de 2004)
  - Los puentes de Burundi (1 d'abril de 2004)
  - El uso del matrimonio (21 d'abril de 2004)
- El comisario
  - Nadie les invitó (10 de març de 2004)
- 7 vidas
  - 25 de gener de 2004
- La sopa boba (2004)
- Cuéntame cómo pasó (2001-2015)
- Paraíso
  - Amor, celos y algunas cosas más (12 de setembre de 2001)
- Una de dos
  - 8 d'octubre de 1998
- Calle nueva (1997-1998)
- La banda de Pérez
  - Tus amigos no te olvidan (1997)
- La Regenta (1995)
- Hermanos de leche 
  - Volver a vivir (8 de març de 1995)
- ¡Ay, Señor, Señor!
  - Todos a una (1 de gener de 1995)
- Compuesta y sin novio (1994)
- Colegio mayor
  - Nadie es perfecto (1 de gener de 1994)
  - La boda (1 de gener de 1996)
- Canguros 
  - Números rojos (1 de gener de 1994)
- Farmacia de guardia
- Obispo leproso, El (1990)
- Eva y Adán, agencia matrimonial 
  - ¿Cuento contigo, socio? (23 de setembre de 1990)
  - Cáscara amarga (21 d'octubre de 1990)
- El mundo de Juan Lobón (1989)
- Página de sucesos
  - Cuatreros (1 de novembre de 1985)
- La máscara negra
  - El entierro del Conde de Orgaz (7 de maig de 1982)
- Teatro breve
  - El anuncio (12 d'abril de 1981)
- Los episodios (1979)
- Escrito en América
  - Rosaura a las diez (1 de juliol de 1979)
- Los libros
  - Este lado del mar (30 de novembre de 1977)
- Curro Jiménez 
  - La dolorosa (9 de febrer de 1977)
- Cuentos y leyendas
  - En provincia (26 de setembre de 1975)
- Noche de teatro
  - El poder y la gloria (21 de juny de 1974)
- Silencio, estrenamos
  - 5 de juny de 1974
- Historias de Juan Español 
  - Juan Español, el mus y los fantasmas (29 de novembre de 1972)
- Hora once
  - Yanko, el músico (6 de maig de 1971)
  - El recluta (11 de març de 1972)
  - La ilustre fregona (30 de juliol de 1973)
  - Las paredes oyen (29 d'octubre de 1973)
- Remite Maribel
  - La casa de al lado (1 de gener de 1970)
- Las doce caras de Juan
  - Aries (2 de desembre de 1967)
- Estudio 1
  - La gaviota (28 de juny de 1967)
  - La librería del sol (12 de març de 1968)
  - Usted puede ser un asesino (25 de juny de 1968)
  - El proceso del arzobispo Carranza (1 d'abril de 1969)
  - El gesticulador (20 de maig de 1969)
  - El jardín de los cerezos (27 de maig de 1969)
  - Catalina de Aragón (22 de juliol de 1969)
  - El calendario que perdió siete días (13 d'octubre de 1972)
  - Barriada (7 de desembre de 1973)
  - El quinto jinete (23 de febrer de 1976)
  - Los gigantes de la montaña (31 d'octubre de 1977)
  - El vecino del tercero interior (2 de desembre de 1979)
  - El solar de mediacapa (20 d'abril de 1980)
  - Entre bobos anda el juego (29 de novembre de 1980)
- Dichoso mundo
  - El huevo frito (13 de març de 1967)
- Teatro de siempre
  - Los pastores (26 de desembre de 1966)
  - La verdad sospechosa (6 d'abril de 1967)
  - El incendio (18 de febrer de 1971)
  - Las almas muertas (26 de maig de 1971)
  - Un drama nuevo (28 de febrer de 1972)
  - La señorita Cora (31 de juliol de 1972)
- Telecomedia de humor
  - Objetivo visón (27 de novembre de 1966)
- Habitación 508
  - El caballo (11 d'octubre de 1966)
- Novela
  - El difunto Matías Pascal (9 de novembre de 1965)
  - El monje misterioso (10 de març de 1969)
  - Enrique de Legardere (26 de juliol de 1971)
  - La primera actriz (7 de febrer de 1977)
  - Teresa (6 de juny de 1977)
  - La boda (21 de novembre de 1977)

## Premis
- Premi Unión de Actores a Tota una vida (2008)[4]